# Nelson Chelle
Nelson Rubens Chelle Naddeo (ur. 18 maja 1931 w Paysandú, zm. 17 grudnia 2001) – urugwajski koszykarz, brązowy medalista olimpijski z Melbourne.
Brał udział w dwóch igrzyskach olimpijskich (IO 56, IO 60). W 1956 zdobył brązowy medal, w 1960 zajął z reprezentacją ósme miejsce. Był złotym medalistą mistrzostw Ameryki Południowej w 1955 i srebrnym w 1958.